# Aída Cuevas

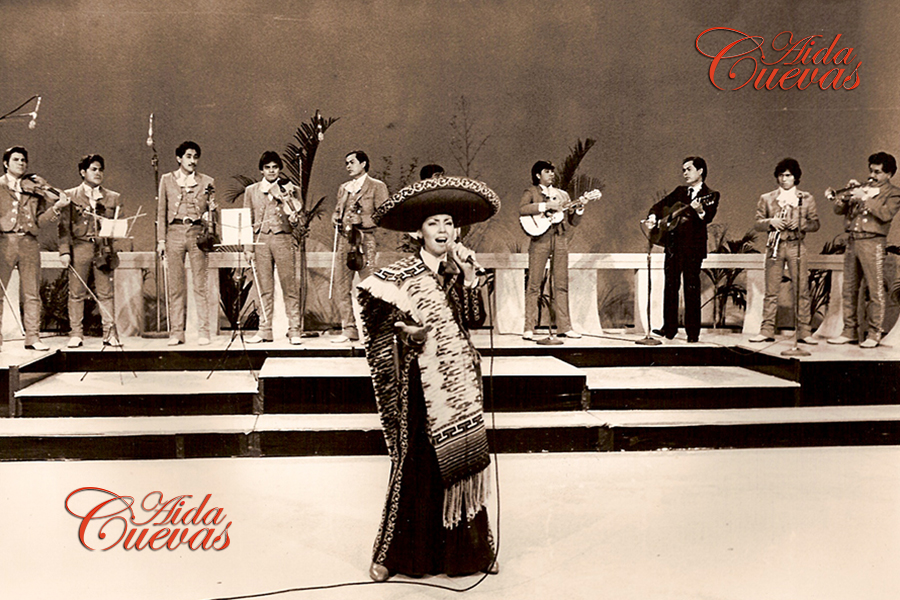
Aida Cuevas um 1980

Aída Gabriela Cuevas Castillo (* 24. September 1963 in Mexiko-Stadt) ist eine mexikanische Sängerin und Schauspielerin.

## Karriere (Zusammenfassung)
Cuevas, die in Mexiko auch als Königin der Ranchera beschrieben wird, hat im Laufe ihrer musischen Karriere 40 Alben aufgenommen, die insgesamt mindestens etwa neun Millionen Mal gekauft wurden. Zu den populärsten Liedern von Cuevas gehören neben El Pastor auch La Cigarra, Te Doy Las Gracias, Te Vas a Quedar Con Las Ganas, Quizás Mañana, Traición a Juan, Me Equivoque Contigo und No Me Amenaces. Für ihre Musik erhielt Cuevas viele Auszeichnungen, darunter einen Grammy Award und einen Latin Grammy Award.
Aída Cuevas begann im Alter von elf Jahren bei Amateurwettbewerben zu singen und wurde bald darauf entdeckt. Ihren ersten nationalen Auftritt hatte sie im Jahr 1975 im Alter von zwölf Jahren in einer wöchentlichen Live-Radiosendung. Ein Jahr später trat sie erstmals in Europa auf. Durch diese Auftritte wurde sie schon früh als La Voz de México (Die Stimme Mexikos) bekannt. Vorläufiger Höhepunkt war ihr drittes Album Los Reyes del Palenque (Die Könige von Palenque), an dem Armando Manzanero als Co-Produzent mitwirkte. Ihre Karriere bekam einen Sprung, als Juan Gabriel im Jahr 1982 mit ihr zusammenarbeitete. Weitere Karrierehöhepunkte waren Duette mit Plácido Domingo, Celia Cruz, Gloria Estefan, Raphael, Vicente Fernández, Lila Downs, Lupita D’Alessio, Eugenia León. Sie trat vor Gerald Ford, Bill Clinton, George W. Bush, Mohammad Reza Pahlavi, Pierre Trudeau sowie vor mehreren Königen von Spanien, Sean Connery und jedem der Präsidenten von Mexiko von Luis Echeverría (1970) bis Enrique Peña Nieto (2018) auf.
Cuevas ist unter anderem im Madison Square Garden, im Palacio de Bellas Artes, im Auditorio Nacional und im Hollywood Bowl aufgetreten. Im Laufe ihrer Karriere stand sie unter anderem bei Warner Music, Sony Music und BMG Ariola unter Vertrag.

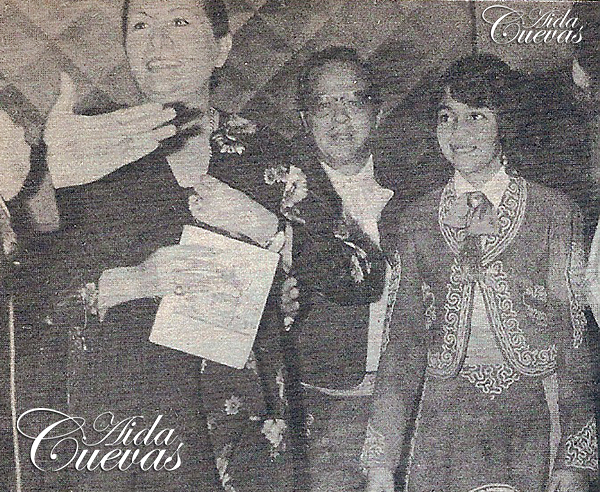
Aida Cuevas (rechts) und Lola Beltrán (links) im Jahr 1976

## Diskografie
| Jahr | Album                                           | Weitere beteiligte Sänger     | Co-Produziert von                       |
| ---- | ----------------------------------------------- | ----------------------------- | --------------------------------------- |
| 1976 | Aida Cuevas con el Mariachi Continental Estrada |                               | José Luis Robles                        |
| 1977 | Para Ti                                         |                               | Mario Molina Montes                     |
| 1978 | Los Reyes del Palenque                          | Humberto Cabañas              | Armando Manzanero                       |
| 1979 | Cari Cari                                       |                               | Armando Manzanero                       |
| 1980 | La Palenquera                                   |                               | Heriberto Aceves                        |
| 1983 | Aída Cuevas canta lo nuevo de Juan Gabriel      |                               | Juan Gabriel                            |
| 1984 | Ahora y Siempre, La Voz de México               |                               | Rigoberto Alfaro                        |
| 1985 | Éxitos                                          | Lucha Villa                   | Juan Gabriel                            |
| 1986 | Rio Crecido                                     |                               | Silvia Tapia (Prisma)                   |
| 1987 | Aída Cuevas canta a Juan Gabriel                |                               | Juan Gabriel                            |
| 1988 | Lo Mejor de José Alfredo Jiménez                |                               | Rigoberto Alfaro                        |
| 1989 | Canciones de mi pueblo                          |                               | Rigoberto Alfaro                        |
| 1990 | Decisión                                        |                               | Rigoberto Alfaro                        |
| 1991 | Aida Cuevas con la Banda del Recodo             | la Banda El Recodo            | Cruz Lizárraga                          |
| 1992 | Te Traigo Ganas                                 |                               | Kiko Campos und Fernando Rivas          |
| 1992 | Huapangos                                       |                               | Rigoberto Alfaro                        |
| 1993 | Boleros, Voz y Sentimiento                      | Verschiedene                  |                                         |
| 1994 | Éxitos                                          | Rocio Banquells               |                                         |
| 1995 | El Dueto del Siglo                              | Carlos Cuevas                 | Chamín Correa                           |
| 1996 | Canciones Inéditas de María Grever              |                               | Chucho Ferrer                           |
| 1997 | En Vivo desde El Auditorio Nacional             | Carlos Cuevas                 | Ignacio Morales                         |
| 1998 | Lucha Reyes: Remembranzas                       |                               | Rigoberto Alfaro                        |
| 1999 | La Reina de la Canción Ranchera                 |                               | Cutberto Pérez                          |
| 2000 | Los Autores del Siglo                           | Carlos Cuevas                 | Chucho Ferrer                           |
| 2001 | Háblame de Amor                                 |                               | Sonia Rivas                             |
| 2002 | Enhorabuena                                     |                               | Bebu Silvetti                           |
| 2004 | Suite Mexicana de Agustín Lara                  |                               |                                         |
| 2010 | De Corazón a Corazón... Mariachi Tango.         |                               | Rodrigo Cuevas                          |
| 2013 | Totalmente Juan Gabriel                         |                               | Rodrigo Cuevas und Fernando de Santiago |
| 2014 | Canto a mi Tierra                               |                               | Rodrigo Cuevas                          |
| 2015 | Pa' Que Sientas Lo Que Siento                   | Mariachi Reyna de Los Angeles | Rodrigo Cuevas und José Hernández       |
| 2017 | Arrieros Somos - Versiones Acústicas            |                               | Rodrigo Cuevas                          |
| 2018 | Totalmente Juan Gabriel Vol. II                 |                               | Rodrigo Cuevas                          |
| 2020 | Antología de la Música Ranchera, Vol. I         |                               | Rodrigo Cuevas                          |

## Filmografie
- 1981: Te Solté la Rienda
- 1983: No Vale Nada la Vida
- 1989: La Gallera
- 1989: Pero Sigo Siendo el Rey
- 1990: El Tigre del Norte

## Auszeichnungen und Nominierungen (Auswahl)
| Jahr | Auszeichnung                                                                                          | Bemerkung                                             |
| ---- | --- | ----------------------------------------------------- |
| 2010 | Latin Grammy Award für das beste Tango Album (De Corazón a Corazón... Mariachi Tango)                 |                                                       |
| 2013 | Nominierung für den Latin Grammy Award für das beste Ranchero-Album (Totalmente Juan Gabriel, Vol. 1) |                                                       |
| 2015 | Nominierung für den Latin Grammy Award für das beste Ranchero-Album (Pa' Que Sientas Lo Que Siento)   |                                                       |
| 2017 | Grammy Award for Best Regional Mexican Album (Arrieros Somos)                                         | Erste Frau überhaupt, die diese Auszeichnung erhielt. |
| 2018 | Nominierung für Grammy Award for Best Regional Mexican Album (Totalmente Juan Gabriel, Vol. 2)        |                                                       |

Sonstige Ehrung
Im Mai 2017 wurde ihr Porträt in der historischen Tenampa Hall zusammen mit Porträts anderer Größen der mexikanischen Musik, darunter Chavela Vargas, Lola Beltrán, José Alfredo Jiménez, Vicente Fernández, Pedro Infante, Jorge Negrete aufgehängt.